# Richard Scheuermann
Richard Scheuermann (ur. 29 grudnia 1876 w Neumarkt – zm. 8 września 1913 w Kolonii) – niemiecki kolarz torowy, brązowy medalista mistrzostw świata.

## Kariera
Największy sukces w karierze Richard Scheuermann osiągnął w 1913 roku, kiedy zdobył brązowy medal w wyścigu ze startu zatrzymanego zawodowców podczas mistrzostw świata w Lipsku. W zawodach tych wyprzedzili go jedynie dwaj Francuzi: Paul Guignard oraz Jules Miquel. Był to jedyny medal wywalczony przez Scheuermanna na międzynarodowej imprezie tej rangi. Kilkakrotnie zdobywał medale torowych mistrzostw Francji, w tym w 1908 roku złoty  w sprincie i w 1910 roku złoto w wyścigu ze startu zatrzymanego zawodowców. Nigdy nie wystąpił na igrzyskach olimpijskich.